# Нису то кише
Нису то кише је четврти албум фолк-певачице Даре Бубамаре који је изашао 1999. године.